# Blueprint for a Sunrise
Blueprint for a Sunrise je hudební album umělkyně Yoko Ono. Vydala jej v listopadu 2001 společnost Capitol Records a na jeho produkci se spolu s Yoko Ono podílel Rob Stevens. Obsahuje mj. koncertní nahrávky, remixy i nové nahrávky. Na albu se podílel mimo jiné syn Yoko Ono Sean Lennon.

## Kritika
Novinář Josef Vlček album ve své recenzi pro iDNES.cz hodnotil kladně.

## Seznam skladeb
1. I Want You to Remember Me "A" – 1:22
2. I Want You to Remember Me "B" – 4:08
3. Is This What We Do – 2:58
4. Wouldnit "swing" (sic) – 2:38
5. Soul Got Out of the Box – 2:14
6. Rising II – 12:52
7. It's Time for Action! – 3:25
8. I'm Not Getting Enough – 3:26
9. Mulberry – 8:34
10. I Remember Everything – 2:40
11. Are You Looking for Me? – 2:03

## Obsazení
- Yoko Ono – zpěv
- Sean Lennon – kytara, klávesy
- Timo Ellis – kytara, baskytara, bicí
- Chris Maxwell – kytara
- Erik Sanko – baskytara
- Zeena Parkins – elektrická harfa
- Hearn Gadbois – perkuse
- Phil Hernandez – bicí
- Sam Koppelman – bicí, perkuse